# Ekkyklema
Een ekkyklema (van het Griekse: ἐκκυκλεἶν, wat betekent eruit rollen of onthullen) is een rollend platform dat werd gebruikt tijdens een oud-Griekse tragedie, om aan te duiden dat de scène zich afspeelt in een afgesloten ruimte.
Tijdens een Griekse tragedie werd het decor, de scène, namelijk niet gewisseld. De scène was meestal een vaststaand beeld, meestal gehouwen uit marmer, van een tempel. Dat was dan de tempel van de heerser of belangrijke persoon, die in de tragedie het belangrijkst was.